# Ngày hội âm nhạc
Ngày hội âm nhạc (Fête de la Musique) diễn ra khắp nơi vào ngày 21 tháng 6 hàng năm, thường rơi vào ngày lập hạ hàng năm. Thực chất, lễ hội ra đời tại sảnh nhà thờ khu Magny thành phố Metz, thuộc tỉnh Moselle của Pháp. Sau dó lễ hội lan rộng ra trên toàn nước Pháp trước khi lan sang hơn một trăm quốc gia khác trên toàn thế giới, trở thành World Music Day.